# Group Home
Group Home est un groupe de hip-hop américain, originaire de Brooklyn, dans l'État de New York. Le groupe se compose des membres Lil' Dap (né James Heath) et Melachi the Nutcracker (né Jamal Felder).

## Biographie
Le duo, composé de Lil' Dap et Melachi, émerge en 1995 sur une compilation intitulée Guru presents Ill Kids Records. Leur premier album, Livin' Proof, est publié le 21 novembre la même année,. Entièrement produit par DJ Premier (à l'exception de Serious Rap Shit produit par Guru et de 4 Give My Sins produit par Big Jaz) ; l'album est devenu un classique, grâce notamment à des titres comme Supa Star et Up Against the Wall. Le titre Supa Star est un morceau de la playlist de la radio Classics du jeu vidéo Grand Theft Auto IV, sorti en 2008. L'album atteint la 34e place des R&B Albums, et la 12e des Heatseekers
Group Home restera silencieux pendant quelques années, et réapparaîtra le 1er juin 1999 avec l'album A Tear for the Ghetto, faisant participer Guru, Steph Lova, et les Jerky Boys. Le single extrait de l'album, Make It In Life atteint les  	Hot Rap Singles. En 2000, ils publient un maxi, sous l'appellation GH, intitulé Life After This. Le 28 septembre 2010, le groupe publie son troisième album, G.U.R.U. (Gifted Unlimited Rhymes Universal) au label Babygrande Records, rendant hommage au mentor de la Gang Starr Foundation, Keith « Guru » Elam après son décès en avril la même année.

## Discographie

### Albums studio
- 1995 : Livin' Proof
- 1999 : A Tear for the Ghetto
- 2010 : Gifted Unlimited Rhymes Universal

### Album solo
- 2008 : I.A. Dap (Lil' Dap)